# Astragalus eerqisiensis
Astragalus eerqisiensis es una especie de planta del género Astragalus, de la familia de las leguminosas, orden Fabales.

## Distribución
Astragalus eerqisiensis se distribuye por China (Xinjiang).

## Taxonomía
Fue descrita científicamente por Zhao Y. Chang, L. R. Xu & Podlech. Fue publicado en Acta Botanica Boreali-Occidentalia Sinica 27(1): 170 (2007).